# Levene Gouldin & Thompson Tennis Challenger 1995
Il Levene Gouldin & Thompson Tennis Challenger 1995 è stato un torneo di tennis facente parte della categoria ATP Challenger Series nell'ambito dell'ATP Challenger Series 1995. Il torneo si è giocato a Binghamton negli Stati Uniti dal 7 al 13 agosto 1995 su campi in cemento.

## Vincitori

### Singolare
Shūzō Matsuoka ha battuto in finale  Jamie Morgan con il punteggio di 2–6, 7–6, 6–3

### Doppio
Scott Humphries /  Adam Peterson hanno battuto in finale  Neil Borwick /  Jamie Morgan con il punteggio di 7–6, 6–2